# Oeneis tarpeia
Oeneis tarpeia är en fjärilsart som beskrevs av Peter Simon Pallas 1771. Oeneis tarpeia ingår i släktet Oeneis och familjen praktfjärilar. Inga underarter finns listade i Catalogue of Life.